# Лимари (река)
Лимари́ (исп. Limarí) — река в Чили, протекает по области Кокимбо. Образуется при слиянии рек Уртадо и Рио-Гранде примерно в 4 км к востоку от города Овалье. Площадь водосборного бассейна — 11 696 км², длина реки — 64 км.
К северу расположена долина реки Эльки, а к югу — Чоапа. В нижнем течении река протекает по южной части национального парка Фрай-Хорхе.
В бассейне Лимари произрастает юбея чилийская, ареал которой был гораздо больше, но в настоящее время вид считается «уязвимым» из-за роста населения в центральном Чили.
Крупнейшие притоки Лимари — река Инхенио, впадающая справа, и река Пунитаки, впадающая слева.